# Lštění (tvrz)
Lštění je tvrz ve stejnojmenné vesnici u Blížejova v okrese Domažlice. Dominantou tvrze je obytná věž, ke které byl přistavěn později zbořený renesanční zámek. Od roku 1964 je s přilehlým obytným domem chráněna jako kulturní památka.

## Historie
První písemná zmínka o vesnici i tvrzi pochází z roku 1367, kdy patřila Půtovi ze Lštění. Po něm se v letech 1367–1379 uvádí Pelhřim ze Lštění, který se o vesnici dělil s jakýmsi Ješkem a Dobrohostem Mělnickým. Po roce 1408 byl statek připojen k hradu Lacembok. Někdy v té době byla tvrz výrazně přestavěna. V pramenech se znovu uvádí až v roce 1513, kdy na ní sídlil Jan Bohuchval z Hrádku, kterému sice patřilo i lacembocké panství, ale hrad už byl pustý. Jan Bohuchval zemřel okolo roku 1519, a Lštění s Močerady a dalšími pustými vesnicemi zdědila jeho sestra Eliška Bohuchvalová z Hrádku, která se před rokem 1528 provdala za Diviše Černína z Chudenic. Panství odkázali svým čtyřem synům, ale dva z nich brzy zemřeli a Lštění nakonec připadlo Janovi a po něm jeho synu Humprechtovi. Černínové nechali gotickou tvrz upravit na renesanční zámek. Humprecht Černín z Chudenic statek po roce 1593 prodal Václavu mladšímu Kocovi z Dobrše, který je roku 1603 prodal za 15 600 kop míšeňských grošů Domažlicím.
Městu bylo Lštění po bitvě na Bílé hoře zkonfiskováno, ale roku 1626 je získalo zpět. V roce 1638 statek zastavilo Kašparu Rogirovi a roku 1665 ho prodalo hraběti Kunatovi Jaroslavovi z Bubna, který ho připojil k srbickému panství. Leopold Maxmilián z Bubna se zadlužil a panství připadlo Innocentu Ferdinandovi z Bubna. Po nich se o Lštění dělila Markéta z Valdštejna a její bratr hrabě František Josef Černín z Chudenic. V sedmnáctém století tvrz zpustla. V roce 1769 byly zasypány vodní příkopy, věž upravena na sýpku a renesanční zámek zbořen.
Od Černínů statek ve veřejné dražbě koupil Jan Maxmiliána Kyšperský z Vřesovic a připojil ho k přívozeckému panství. Dalším majitelem se stali Dohalští z Dohalic. Od nich Lštění v roce 1895 koupil advokát Josef Starck, který si ve vesnici postavil zámek později upravený na školu. V devatenáctém století byl k věži přistavěn obytný dům. Poslední obnova budov proběhla v letech 2002–2006 a zároveň byl částečně obnoven příkop.

## Stavební podoba
Třípatrová věž má přibližně čtvercový půdorys o šířce strany deset metrů a zdi silné okolo 130 centimetrů. Přístupná je později proraženým vchodem do zvýšeného přízemí. Spodní úrovně osvětlené pouze střílnami sloužily jako komory a obytné prostory se nacházely ve dvou nejvyšších patrech.